# Fradinho

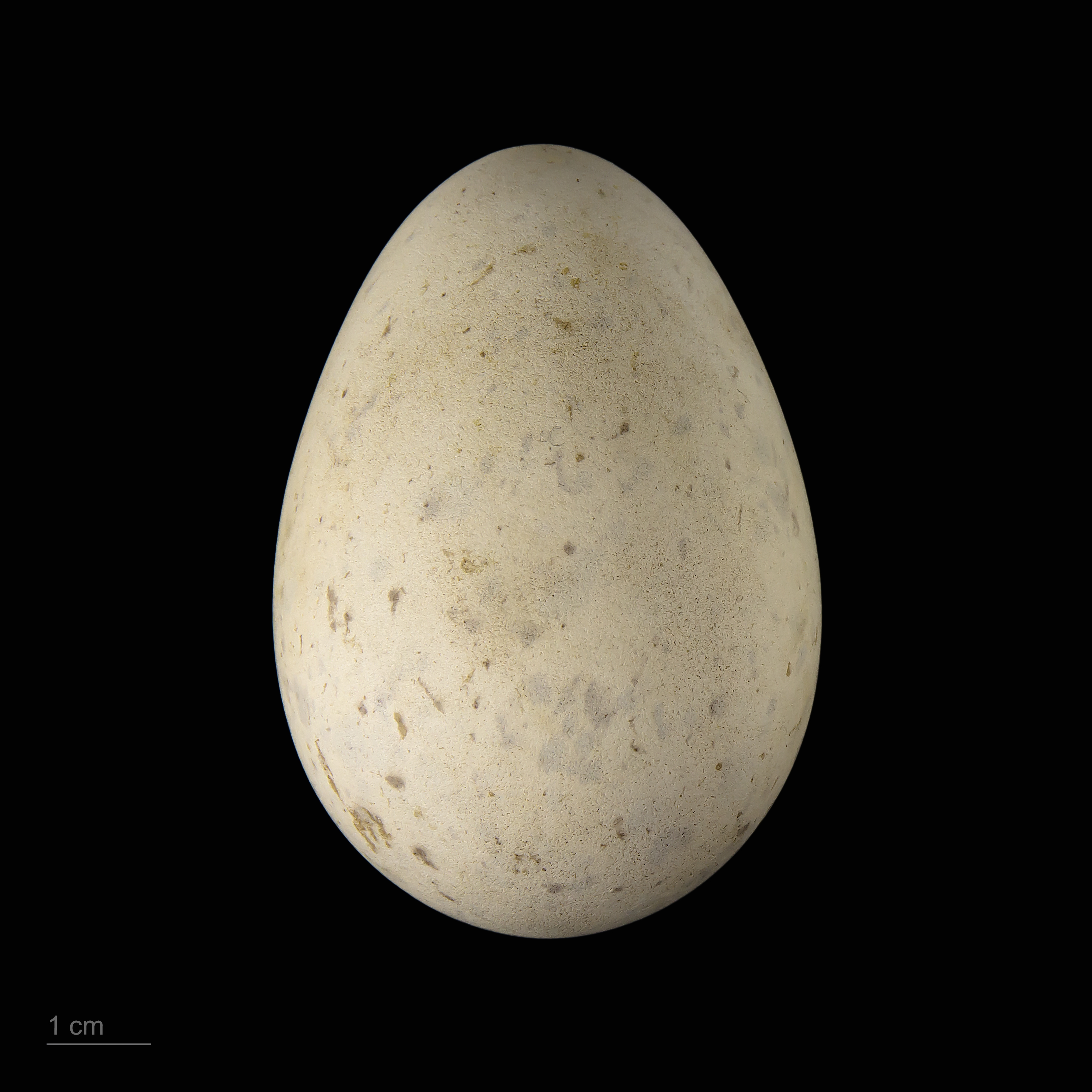
Fratercula arctica arctica - MHNT

Fradinho ou Papagaio-do-mar (Fratercula arctica) é uma ave encontrada no litoral do Atlântico Norte — tanto no lado americano como no europeu — cuja característica são suas cores preta, branca e laranja e seu andar peculiar que lembra um frade.  Mede cerca de trinta centímetros  e alimenta-se basicamente de crustáceos e peixes pequenos. Entre outros locais de nidificação, o fradinho procura a Terra Nova e Labrador, a Groenlândia, a Islândia, as Ilhas Féroe, a Noruega, as Ilhas Britânicas e a Nova Zembla.